# Pinuccio Sinisi
Pinuccio Sinisi (Bari, 5 marzo 1951) è un attore e regista teatrale italiano.

## Biografia
Nel 1974, inizia la sua carriera di attore, fondando insieme a Dante Marmone e Tiziana Schiavarelli la compagnia teatrale Anonima G.R. (Gruppo Ricerche). Tale sodalizio artistico, durerà per ben 26 anni. Alla fine degli anni novanta debutta al cinema con il film Fratelli coltelli ed è coinvolto da Alessandro Piva nel film LaCapaGira, presentato al Festival di Berlino e vincitore di una serie di premi tra cui il David di Donatello.
Negli primi anni 2000 partecipa a diverse sitcom televisive di grande successo per importanti emittenti locali. Dal 2009 dedica il suo lavoro prevalentemente al cinema recitando in diversi film e cortometraggi. Nel 2021 torna in TV su Rai 1 nell'episodio Spaghetti all'assassina della serie Le indagini di Lolita Lobosco.

## Teatrografia
- A la poste: sportelle penzione di Pino Solfato (Compagnia I Baresi) 1972
- La bbedda chembagnì 1974
- Facite vobis 1976
- U' addore 1976/77
- Pum za ta pum 1977/78
- La Masciara 1978/79
- Guitterata 1980/81
- La commedia degli equivoci di William Shakespeare - Produzione Teatro Abeliano e regia di Vito Signorile 1981
- La festa dei pazzi 1981/82
- Il soldato spaccone 1982/83 (Riscrittura dal Miles gloriosus)
- Giochi d'attore  1983
- Dolce o amaro?, tratto dal film Cafè Express, prod: Anonima G.R., regia Nanni Loy 1985/86
- I fisici, di F. Durrenmatt, prod. Anonima G.R., regia Dante Marmone (1986/87)
- L'osso sacro, prod. Anonima G.R., regia di Nanni Loy (1987/88)
- Spettacolazioni comiche  1986
- Biancaneve e i due nanetti 1988/89
- Il Festival di Sanromolo 1990
- Frankenstein 1990/91
- Arrangiati Pinocchio 1992/93
- Siamo caduti nell'inferno 1994/95
- La Locandiera (riscrittura) 1995/96
- Morte tua vita mea 1997/98
- Bar chi si rivede 1998/99
- Motel Paradise 1999/2000
- Ruzzulane ca sci alla uerre pe nudde (Ruzante) riadattamento di Vito Carofiglio regia di Vito Signorile 2000
- PIRANDELLIANA (PROMETEO) - Cecè - regia di Vito Signorile 2001
- La Locandiera (Prometeo) regia di Vito Signorile 2002
- Un colpo facile di Pinuccio Sinisi regia di Nole 2005
- Sexy Slalom di Ted Simon regia di Vito Signorile
- Due uomini in prova di Pinuccio Sinisi e Marcello Introna regia di Pinuccio Sinisi
- Sogno di una notte di mezza estate di W. Shakespeare regia di Vito Signorile 2007
- Jarche Jalde di Vito Maurogiovanni e Nicola Tabascio regia di Eugenio D'Attoma 2012
- I più peggio anni della nostra vita di Pinuccio Sinisi e Nicola Traversa regia Pinuccio Sinisi 2013
- Fesso chi muore regia di Enzo Strippoli 2014
- Dandin di Pinuccio Sinisi liberamente ispirato al George Dandin di Molière 2015
- Shéche Spirre Shake regia di Vito Signorile 2016
- Karamazov da Fedor Dostoevskij, compagnia di Vico Quarto Mazzini regia di Michele Altamura e Gabriele Paolocà 2017
- La bbedda chembagnì 45 anni prima... 2019
- Giochi proibiti (format da commedia inglese) regia Pinuccio Sinisi 2019
- Gli esami non finiscono mai / Atto Primo di Eduardo De Filippo regia di Licia Lanera 2019

## Filmografia

### Cinema
- Fratelli coltelli, regia di Maurizio Ponzi (1997)
- LaCapaGira, regia di Alessandro Piva (1999)
- Tutto l'amore che c'è, regia di Sergio Rubini (2000)
- l'anima gemella, regia di Sergio Rubini (2002)
- Bell'epoker, regia di Nico Cirasola (2003)
- La terra, regia di Sergio Rubini (2006)
- Lo stallo, regia di Silvia Ferreri (2008)
- L'uomo nero, regia di Sergio Rubini (2009)
- Se sei così ti dico sì, regia di Eugenio Cappuccio (2011)
- Si può fare l'amore vestiti?, regia di Donato Ursitti  (2012)
- Una domenica notte, regia di Giuseppe Marco Albano (2013)
- Le frise ignoranti , regia di Antonello De Leo (2015)
- Sassiwood, regia di Antonio Andrisani (2020)
- Mondocane, regia di Alessandro Celli (2021)
- Belli ciao, regia di Gennaro Nunziante (2022)
- Quasi orfano, regia di Umberto Carteni (2022)
- Percoco - Il primo mostro d'Italia, regia di Pierluigi Ferrandini (2023)
- Gli agnelli possono pascolare in pace, regia di Beppe Cino (2024)
- L'ultima settimana di settembre, regia di Gianni De Blasi (2024)
- Malamore, regia di Francesca Schirru (2025)

### Cortometraggi
- Lido azzurro, regia di Pippo Mezzapesa (2001)
- Crudo, regia di Irma Immacolata Palazzo (2001)
- La mosca, di Antonio Andrisani, regia di Vito Cea (2001)
- Zinanà, regia di Pippo Mezzapesa (2003)
- Occhi negli occhi, regia di Christian Montanaro (2007)
- Il cielo della domenica, regia di Ermes Di Salvia (2009)
- La Carna Trist, regia di Marisa Vallone (2012)

## Televisione
- Vietato fumare (Telebari)
- Il Festival di San Romolo  (Telebari 1997)
- Il Festival di San Romolo 2 (Antenna Sud 1998)
- Aimam (Telebari 1998)
- Love Store (Telenorba, 1998)
- Zero a zero  di Riccardo Recchia  (Rai 3 2000)
- Fuori sede, sitcom su Antenna Sud, tre stagioni (2000-2003)
- Ama il tuo nemico 2, regia di Damiano Damiani - Miniserie TV (Rai 2 2001)
- Prometeo show (Antenna Sud)
- Tutti a casa, sitcom (Antenna Sud 2002)
- E. R. Medici al capolinea, sitcom - 2 stagioni (Antenna Sud 2003-2004)
- Sottanos, sitcom (Telenorba 2005)
- 30 anni di Telenorba, regia Vito Capuano, (2006) su Telenorba
- Il giudice Mastrangelo, regia di Enrico Oldoini– serie TV, episodio 2x01 (Canale 5, 2007)
- Rident (7Gold Puglia 2007)
- Singhiozzo (Antenna Sud 2007)
- Singhiozzo 2 (Antenna Sud 2008)
- Le indagini di Lolita Lobosco, regia di Luca Miniero - serie TV, episodio 1x03 (Spaghetti all'assassina) (Rai 1, 2021)
- Imma Tataranni - Sostituto procuratore, regia di Francesco Amato - serie TV, episodio 2x02 (Via del riscatto) (Rai 1, 2021)